# Castanopsis faberi
Castanopsis faberi är en bokväxtart som beskrevs av Henry Fletcher Hance. Castanopsis faberi ingår i släktet Castanopsis och familjen bokväxter. Inga underarter finns listade.